# そして僕は…/RISE
「そして僕は…/RISE」（そしてぼくは/ライズ）は、2007年10月24日にダブルA-sideとしてリリースされた榊原ゆいの8作目のシングル。発売元はFive Records、販売元はメディアファクトリー。初回限定盤：ZMCZ-3681 / 通常盤：ZMCZ-3682。
「そして僕は…」はテレビアニメ『PRISM ARK』オープニング主題歌、「RISE」はプレイステーション2専用ゲームソフト『PRISM ARK -AWAKE-』エンディング主題歌。榊原は今作以前に100曲以上歌っているが、本人は「オープニングテーマを歌ったのは初めて」とコメントしている。
初回限定盤付属のDVDには榊原自身による振り付けによる「そして僕は…」のミュージッククリップが収録されている。

## 収録内容
CD
1. そして僕は… [4:14]
  - 作詞・作曲：志倉千代丸、編曲：磯江俊道

2. RISE [5:55]
  - 作詞：吉野麻希、作曲：濱田智之、編曲：沖中丈

3. そして僕は…（off vocal）
4. RISE（off vocal）

DVD（初回限定盤のみ）
- そして僕は… Music Clip

## 楽曲参加
そして僕は…
- 豊田リョウジ（ギター）
- 高井ウララ（コーラス）
- 大沢仁美（ダンサー）
- 佐藤知香（ダンサー）

RISE
- 増崎孝司（ギター）
- 三木章子ストリングス（ストリングス）
- 榊麻美（コーラス）